# Boléro cubain
Pour les articles homonymes, voir Boléro (homonymie).
Le boléro cubain est un genre musical dansant au ralenti d'un style calme et noble, né à Cuba à la fin du XIXe siècle en tant qu'héritier très lointain du boléro espagnol, mais avec ses propres caractéristiques musicales.  Il est marqué par la clave, et s’éloigne de la danse espagnole du boléro.  En termes de rythme, il est plutôt étroitement lié au danzón et à la habanera, bien qu'il soit plus proche du son cubain. 

## Histoire
Il apparaît à la fin du XIXe siècle, à Santiago de Cuba, dans la Province d'Oriente (es). Il se répand dans d'autres pays, laissant derrière elle ce qu'Ed Morales a appelé la « tradition lyrique la plus populaire d'Amérique latine ». En 2021, ce genre est déclaré patrimoine culturel de la nation cubaine.
En 1793, l'existence des premiers chanteurs est déjà signalée qui, comme Javier Cunha et Nicolás Capouya (ce dernier n'a laissé aucune composition écrite), composèrent des chansons avec certaines similitudes avec le boléro, à la fois musicales et thématiques.
Dans les années 1840, le Boléro joué à Cuba subit une transformation rythmique. Au lieu de garder la signature rythmique du Bolero espagnol (en 3/4), il adopte une signature en 2/4. En 1860, on peut noter la disparition des dernières influences espagnoles. À partir des années 1870, la plupart des morceaux incluent le rythme du cinquillo dans la mélodie, souvent combiné au tresillo. Rythmiquement, il sera alors proche de la Habanera et du Danzón. Certaines mélodies de Boléro sont même intégrées dans des Danzones.
L'un des talents cubains les plus légitimes, Matamoros, a révolutionné la musique de son temps, devenant l'un des boléros cubains les plus acclamés par le public. En 1925, il fonde le populaire Trío Matamoros. Ce groupe légendaire combinait dans son répertoire les meilleurs rythmes de l'est de Cuba : le son et le boléro. Rapidement, Cuba et le monde se sont fait l'écho de son aptitude incontestable et il a ensuite marqué une étape importante dans l'histoire universelle de la musique.
Avec Tristeza, composée en 1883 par José Sanchez, il est adopté ensuite par les Mexicains, puis par toute l'Amérique latine. Influencé par la musique de variété américaine, le boléro cubain se transforme progressivement avec des pas proches du son ou du danzón.
Le boléro mexicain le plus célèbre est sans doute Bésame mucho, composé par Consuelo Velásquez en 1941, interprété entre autres par Joséphine Baker, Luis Mariano, les Beatles, Plácido Domingo, Diana Krall, João Gilberto, Cesária Évora, Rosa Passos, Sara Montielwikilien, Sylvio Rodriguez.
Quelques boléros connus :
- Quizás, quizás, quizás (« Peut-être, peut-être »)
- Historia de un amor (« Histoire d'un amour »)
- Piensa en mí (« Pense à moi », autrefois un danzón d'Agustín Lara), interprété par Luz Casal, entendu dans le film Tacones lejanos de Pedro Almodóvar
- Dos gardenias (« Deux gardenias »)
- Perfidia (« Perfidie »), d'Alberto Domínguez (es) (1913-1975)
- Lágrimas Negras (« Larmes noires ») de Miguel Matamoros (1929)
- Granada ( « Granada ») de Agustín Lara (1932)

Parmi les interprètes renommés, il y eut María Dolores Pradera, Luis Miguel, Olga Guillot (surnommée « la reine du boléro »), Nana Mouskouri, Nat King Cole, le trio Los Panchos, Néstor Mesta Cháyres (surnommé « Le gitan du Mexique »), Juan Arvizu (surnommé « Le ténor à la voix de soie »), Tito Rodríguez, Daniel Santos, Julio Jaramillo et Gloria Estefan.
La danse de salon appelée rumba, née aux États-Unis, se danse en fait (contrairement à son nom, la rumba) sur des boléros.

## Reconnaissance
L'Institut Cubain de la Musique, le Conseil national des Maisons de la Culture et le ministère cubain de la Culture ont mené plusieurs actions promotionnelles pour mettre en valeur le boléro. Le dossier de candidature porté par Cuba et le Mexique dans le but d'inclure le boléro au répertoire du Patrimoine immatériel de l'UNESCO est couronné de succès par l'inscription du boléro sur la liste représentative du patrimoine culturel immatériel de l'humanité en décembre 2023.